# ウルトラミラクルラブストーリー
『ウルトラミラクルラブストーリー』は、2009年公開の日本映画。全編、津軽弁が使用された。

## あらすじ
青森の田舎で祖母の農作業を手伝う少年のような青年・水木陽人。
ある日事故で亡くなった元彼のことが忘れられず事故の際行方知らずとなってしまった彼の首を探すためカミサマを訪ね神泉町子がやってきた。
町子に一目ぼれししつこくアプローチする陽人だったか全く相手にされない。
そんなある日子供と遊んでいるうちに農薬を被ってしまう陽人。軽度の発達障害を患っていた彼は農薬のおかげで礼儀正しくなり、町子とも人並みに話せるようになるのであった。
陽人は町子に好かれようと農薬を浴び続け、ついには心肺停止になってしまうのだが…

## キャスト
- 水木陽人 - 松山ケンイチ
- 神泉町子 - 麻生久美子
- 島田要 - ARATA
- 田中太 - ノゾエ征爾
- 柴田もつ - 渡辺美佐子
- 三上のカミサマ - 藤田弓子
- 三沢 - 原田芳雄

## スタッフ
- 監督・脚本 - 横浜聡子
- 撮影 - 近藤龍人
- 音楽 - 大友良英
- 製作 - 「ウルトラミラクルラブストーリー」製作委員会（フィルムメイカーズ、バップ、日活、WOWOW、ホリプロ、日販、角川書店、ミュージック・オン・ティーヴィ、リトルモア）

## 受賞
- 第24回高崎映画祭最優秀主演男優賞（松山ケンイチ）[2]
- 第64回毎日映画コンクール男優主演賞（松山ケンイチ）[3]
- 第83回キネマ旬報ベストテン日本映画第7位[4]